# Pseudognaphalium

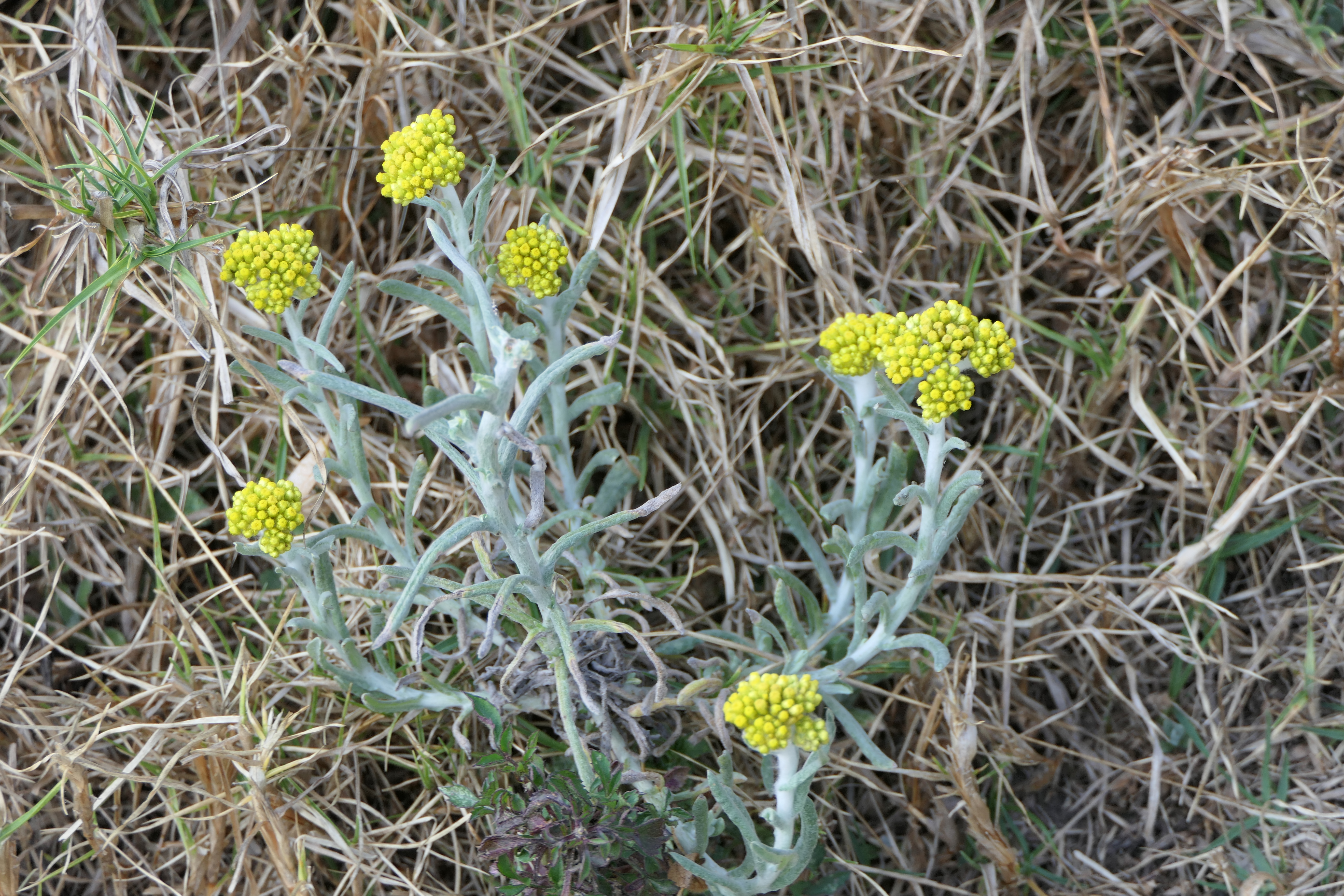
Pseudognaphalium affine

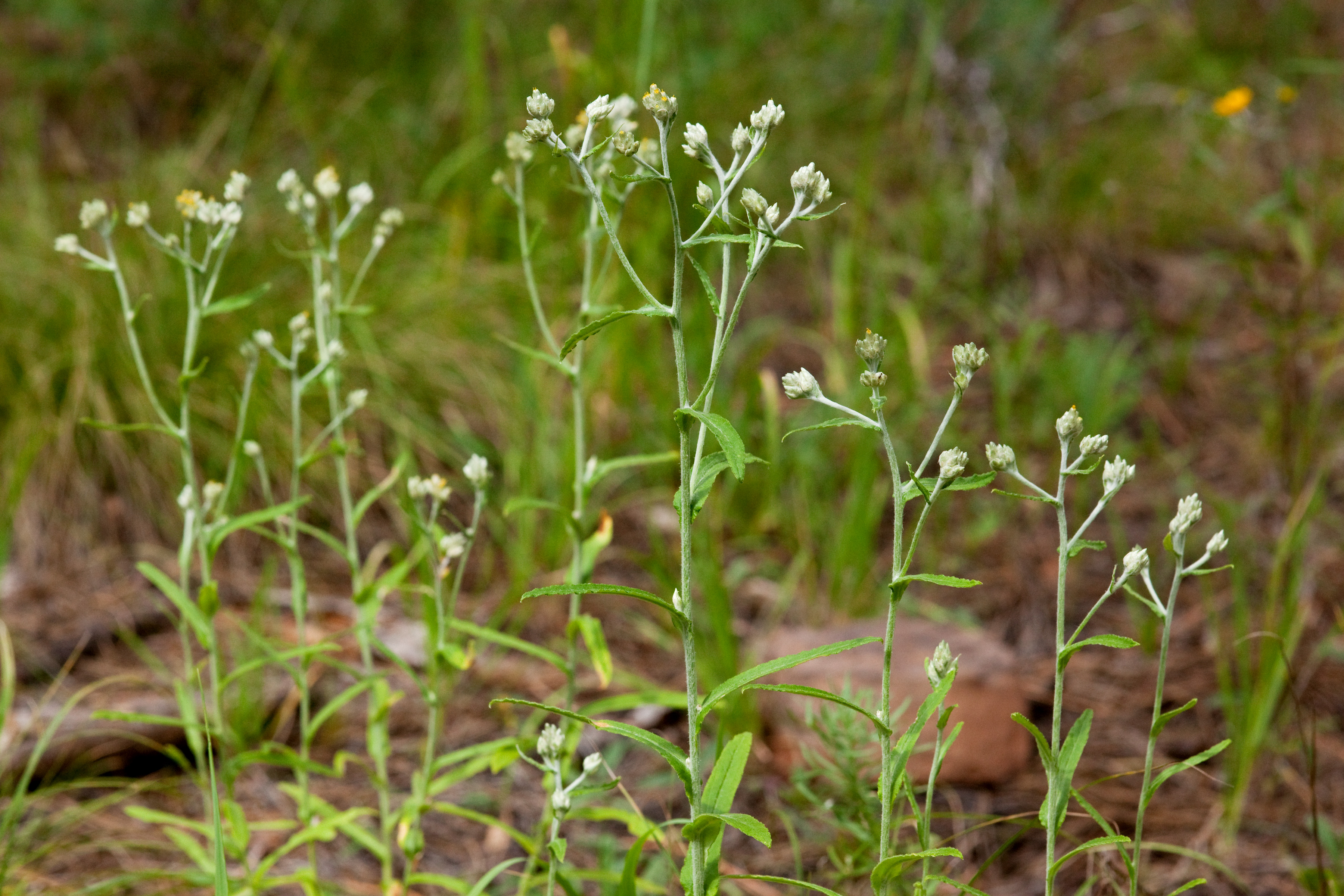
Pseudognaphalium macounii

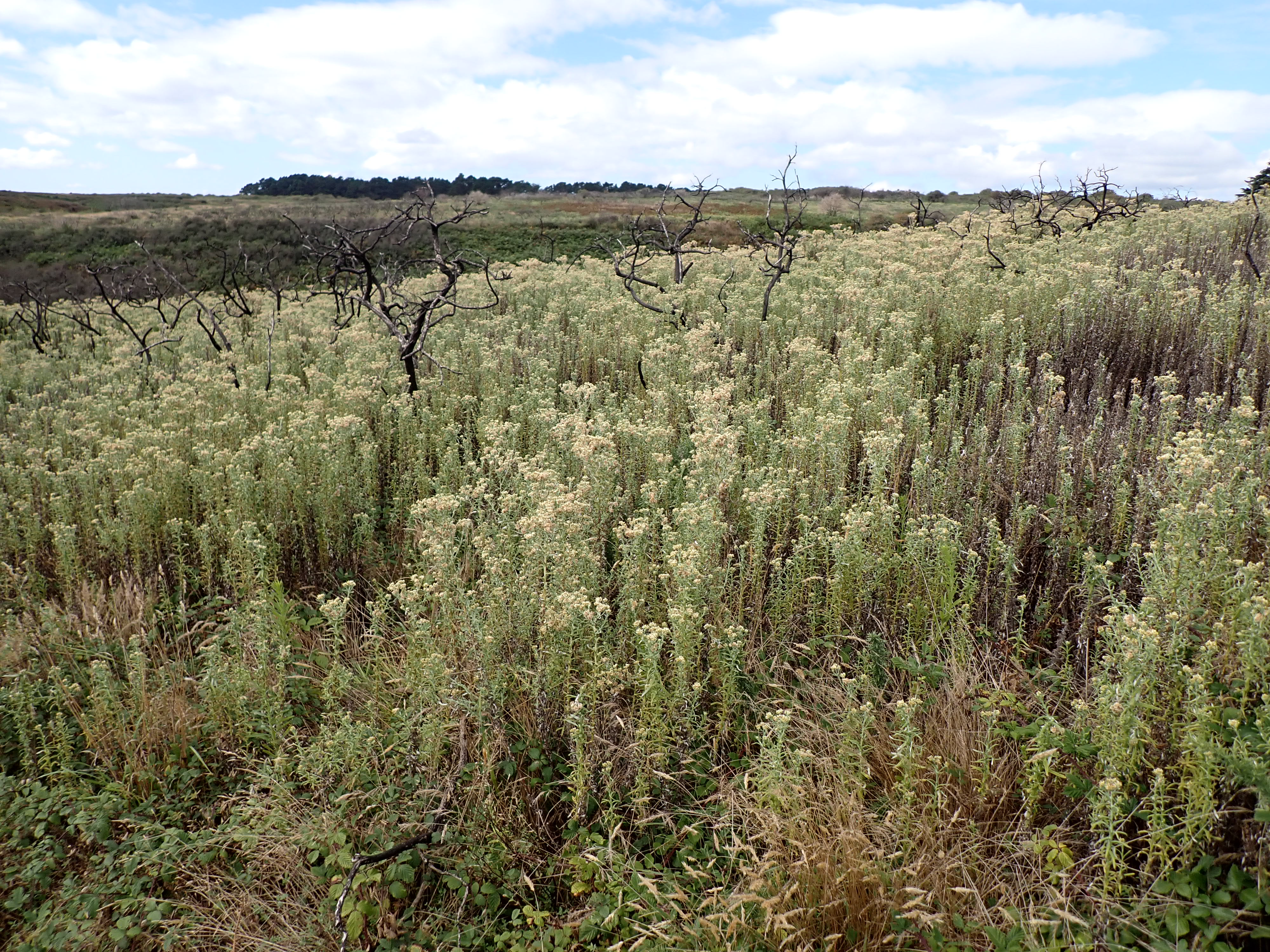
Pseudognaphalium undulatum

Pseudognaphalium Kirp. – rodzaj roślin z rodziny astrowatych. Obejmuje ok. 107 gatunków. W wielu ujęciach, zwłaszcza dawnych, bywa włączany do rodzaju szarota Gnaphalium. Rośliny te występują głównie w strefach klimatu umiarkowanego na obu kontynentach amerykańskich, ale obecne są także w Eurazji, Afryce, Australii i Nowej Zelandii. Do polskiej flory należy tylko jeden gatunek – szarota żółtobiała P. luteoalbum.
Rodzaj nie ma ustalonej nazwy zwyczajowej w języku polskim i rośliny tu zaliczane noszą miano szaroty (niezależnie od ujęcia, także w przypadku, gdy rodzaj jest wyodrębniany).

## Morfologia
PokrójWieloletnie, dwuletnie i roczne rośliny zielne osiągające od kilku cm do ponad 150, rzadko nawet 200 cm wysokości. Korzeń zwykle jest palowy, rzadziej wiązkowy. Łodyga pojedyncza, rzadziej więcej, prosto wzniesiona, rzadziej płożąca lub podnosząca się. Pęd jest zwykle wełnisto owłosiony, czasem z udziałem siedzących gruczołków.
LiścieSkrętoległe, odziomkowe skupione w rozecie przyziemnej. Blaszki siedzące, często obejmujące łodygę i zbiegające po niej, lancetowate, całobrzegie, owłosione, od spodu często białe lub szare z tego powodu, od góry często jednak łysiejące i zielone.
KwiatyZebrane w drobne i liczne koszyczki, te zaś w luźne, główkowate, baldachogroniaste lub wiechowate kwiatostany złożone. Okrywy walcowate do dzwonkowatych, o średnicy do 7 mm. Listki tworzące okrywy ułożone są w zwykle 3–7 rzędach, są barwy białawej do brązowej. Dno kwiatostanowe jest płaskie i gładkie. Na skraju koszyczków występują liczne (kilkadziesiąt lub nawet kilkaset) kwiaty żeńskie, a w części środkowej koszyczków obecnych jest kilka do kilkudziesięciu kwiatów obupłciowych. Korony mają kolor żółty.
OwoceNiełupki podługowate, walcowate, czasem nieco spłaszczone, gładkie lub brodawkowane, z 4–6 podłużnymi żebrami. Puch kielichowy w postaci jednego szeregu 10–12 pierzastych szczecinek, szybko odpadających.

## Systematyka
Pozycja systematyczna

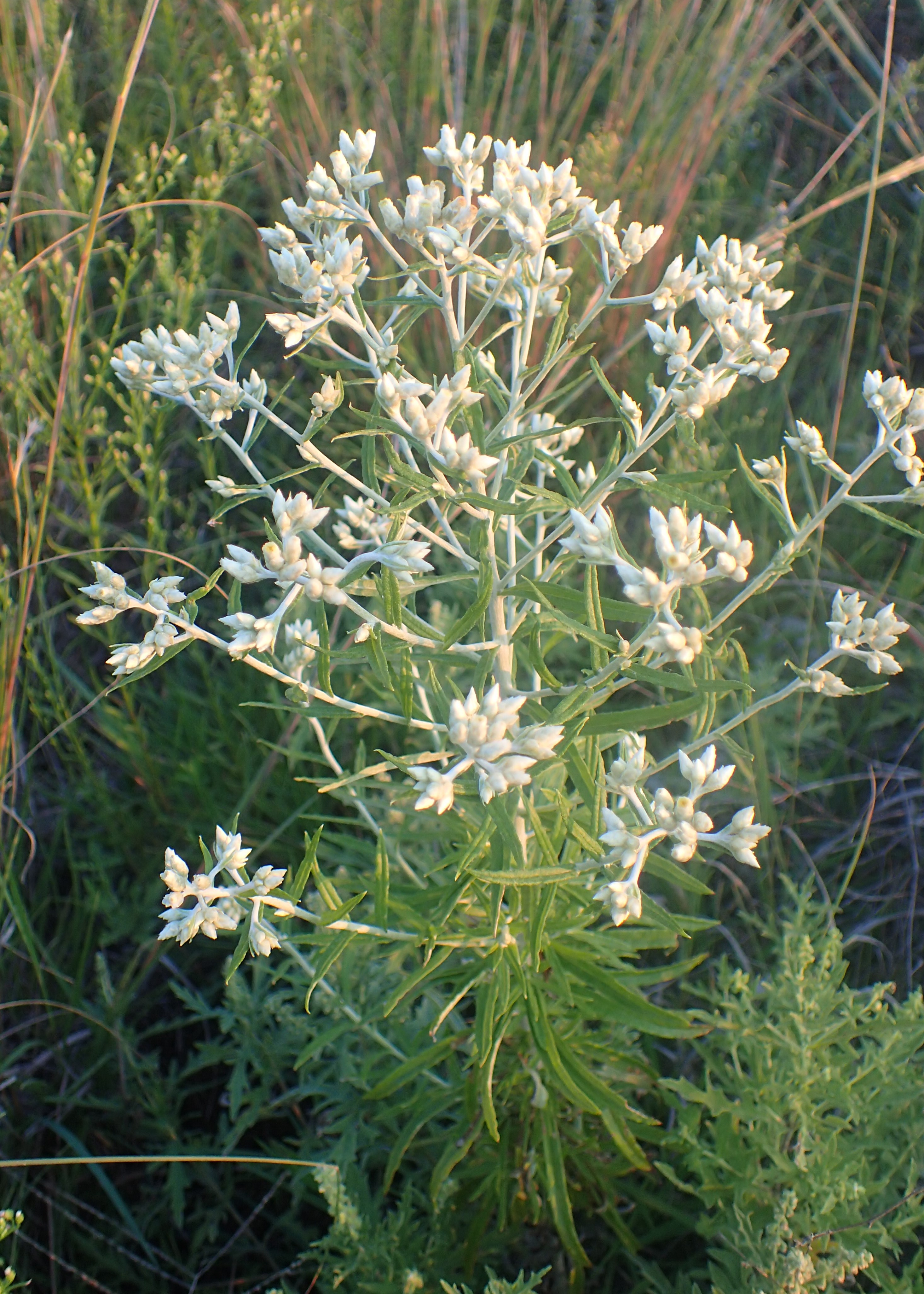
Pseudognaphalium obtusifolium

Rodzaj z rodziny astrowatych Asteraceae, w której obrębie zaliczany jest do podrodziny Asteroideae, plemienia Gnaphalieae i podplemienia Gnaphaliinae.
W niektórych, historycznych ujęciach rodzaj nie jest wyróżniany, a gatunki tu zaliczane włączane są do rodzaju szarota Gnaphalium. Analizy filogenetyczne, bazujące głównie na dowodach molekularnych wskazują na konieczność wyodrębniania tego rodzaju.
Wykaz gatunków
- Pseudognaphalium acutiusculum (Urb. & Ekman) Anderb.
- Pseudognaphalium adnatum (DC.) Y.S.Chen
- Pseudognaphalium affine (D.Don) Anderb.
- Pseudognaphalium alatocaule (Nash) Anderb.
- Pseudognaphalium albescens (Sw.) Anderb.
- Pseudognaphalium aldunateoides  (J.Rémy) C.Monti, N.Bayón & S.E.Freire
- Pseudognaphalium altimiranum (Greenm.) Anderb.
- Pseudognaphalium andicola (Phil.) C.Monti, N.Bayón & S.E.Freire
- Pseudognaphalium arizonicum (A.Gray) Anderb.
- Pseudognaphalium attenuatum (DC.) Anderb.
- Pseudognaphalium austrotexanum  G.L.Nesom
- Pseudognaphalium badium (Wedd.) Anderb.
- Pseudognaphalium beneolens (Davidson) Anderb.
- Pseudognaphalium biolettii Anderb. ex Nesom
- Pseudognaphalium bourgovii (A.Gray) Anderb.
- Pseudognaphalium brachyphyllum  (Greenm.) Anderb.
- Pseudognaphalium brachypterum (DC.) Anderb.
- Pseudognaphalium cabrerae (S.E.Freire) S.E.Freire, N.Bayón, C.M.Baeza, Giuliano & C.Monti
- Pseudognaphalium caeruleocanum  (Steyerm.) Anderb.
- Pseudognaphalium californicum (DC.) Anderb.
- Pseudognaphalium canescens (DC.) Anderb.
- Pseudognaphalium chartaceum (Greenm.) Anderb.
- Pseudognaphalium cheiranthifol ium (Lam.) Hilliard & B.L.Burtt
- Pseudognaphalium chrysocephalu m (Franch.) Hilliard & B.L.Burtt
- Pseudognaphalium conoideum (Kunth) Anderb.
- Pseudognaphalium coquimbense (Phil.) Anderb.
- Pseudognaphalium cymatoides (DC.) Anderb.
- Pseudognaphalium dichotomum V.M.Badillo
- Pseudognaphalium dombeyanum (DC.) Anderb.
- Pseudognaphalium domingense (Lam.) Anderb.
- Pseudognaphalium dysodes (Spreng.) S.E.Freire, N.Bayón & C.Monti
- Pseudognaphalium eggersii (Urb.) Anderb.
- Pseudognaphalium ehrenbergianu m G.L.Nesom
- Pseudognaphalium elegans Kartesz
- Pseudognaphalium ephemerum de Lange
- Pseudognaphalium flavescens (Kitam.) Anderb.
- Pseudognaphalium gaudichaudian um (DC.) Anderb.
- Pseudognaphalium gayanum (J.Rémy) Anderb.
- Pseudognaphalium glanduliferum  C.Monti, N.Bayón & S.E.Freire
- Pseudognaphalium glandulosum (Klatt) Anderb.
- Pseudognaphalium greenmanii (S.F.Blake) Anderb.
- Pseudognaphalium helleri (Britton) Anderb.
- Pseudognaphalium heterotrichum  (Phil.) Anderb.
- Pseudognaphalium hintoniorum (G.L.Nesom) Hinojosa & Villaseñor
- Pseudognaphalium hypoleucum (DC.) Hilliard & B.L.Burtt
- Pseudognaphalium illapelinum (Phil.) Anderb.
- Pseudognaphalium inornatum (DC.) Anderb.
- Pseudognaphalium jaliscense (Greenm.) Anderb.
- Pseudognaphalium jujuyense (Cabrera) Anderb.
- Pseudognaphalium lacteum (Meyen & Walp.) Anderb.
- Pseudognaphalium landbeckii (Phil.) Anderb.
- Pseudognaphalium lanuginosum (Kunth) Anderb.
- Pseudognaphalium leucocephalum  (A.Gray) Anderb.
- Pseudognaphalium leucopeplum (Cabrera) Anderb.
- Pseudognaphalium leucostegium Pruski
- Pseudognaphalium liebmannii (Sch.Bip. ex Klatt) Anderb.
- Pseudognaphalium luteoalbum (L.) Hilliard & B.L.Burtt – szarota żółtobiała
- Pseudognaphalium macounii (Greene) Kartesz
- Pseudognaphalium marranum (Philipson) Hilliard
- Pseudognaphalium melanosphaero ides (Sch.Bip. ex Wedd.) Anderb.
- Pseudognaphalium melanosphaeru m (Sch.Bip. ex A.Rich.) Hilliard
- Pseudognaphalium meridanum (Aristeg.) Anderb.
- Pseudognaphalium micradenium (Weath.) G.L.Nesom
- Pseudognaphalium microcephalum  (Nutt.) Anderb.
- Pseudognaphalium moelleri (Phil.) Anderb.
- Pseudognaphalium montevidense (Spreng.) Anderb.
- Pseudognaphalium monticola (McVaugh) Villarreal, A.E.Estrada & Encina
- Pseudognaphalium moritzianum (Klatt) V.M.Badillo
- Pseudognaphalium munoziae N.Bayón, C.Monti & S.E.Freire
- Pseudognaphalium nataliae (F.J.Espinosa) Villarreal, A.E.Estrada & Encina
- Pseudognaphalium nubicola (I.M.Johnst.) Anderb.
- Pseudognaphalium oaxacanum G.L.Nesom
- Pseudognaphalium obtusifolium (L.) Hilliard & B.L.Burtt
- Pseudognaphalium oligandrum (DC.) Hilliard & B.L.Burtt
- Pseudognaphalium oxyphyllum (DC.) Kirp.
- Pseudognaphalium paramorum (S.F.Blake) M.O.Dillon
- Pseudognaphalium pellitum (Kunth) Anderb.
- Pseudognaphalium perpusillum (Phil.) C.Monti, N.Bayón & S.E.Freire
- Pseudognaphalium petitianum (A.Rich.) Mesfin
- Pseudognaphalium pratense (Phil.) Anderb.
- Pseudognaphalium pringlei (A.Gray) Anderb.
- Pseudognaphalium psilophyllum (Meyen & Walp.) Anderb.
- Pseudognaphalium purpurascens (DC.) Anderb.
- Pseudognaphalium ramosissimum (Nutt.) Anderb.
- Pseudognaphalium remyanum (Phil.) Anderb.
- Pseudognaphalium rhodarum (S.F.Blake) Anderb.
- Pseudognaphalium richardianum (Cufod.) Hilliard & B.L.Burtt
- Pseudognaphalium robustum (Phil.) Anderb.
- Pseudognaphalium roseum (Kunth) Anderb.
- Pseudognaphalium rosillense (Urb.) Anderb.
- Pseudognaphalium sandwicensium  (Gaudich.) Anderb.
- Pseudognaphalium schraderi (DC.) Anderb.
- Pseudognaphalium selleanum (Urb. & Ekman) Anderb.
- Pseudognaphalium semiamplexica ule (DC.) Anderb.
- Pseudognaphalium semilanatum (DC.) Anderb.
- Pseudognaphalium stolonatum (S.F.Blake) M.O.Dillon
- Pseudognaphalium stramineum (Kunth) Anderb.
- Pseudognaphalium subsericeum (S.F.Blake) Anderb.
- Pseudognaphalium sylvicola G.L.Nesom
- Pseudognaphalium tarapacanum (Phil.) Anderb.
- Pseudognaphalium thermale (E.E.Nelson) G.L.Nesom
- Pseudognaphalium tortuanum (Urb.) Anderb.
- Pseudognaphalium undulatum (L.) Hilliard & B.L.Burtt
- Pseudognaphalium versatile (Rusby) Anderb.
- Pseudognaphalium viravira (Molina) Anderb.
- Pseudognaphalium viscosum (Kunth) Anderb.
- Pseudognaphalium yalaense (Cabrera) Anderb.